# Francesco Jacomoni
Francesco Jacomoni di San Savino (Reggio Calabria, 1893. augusztus 31. – Róma, 1973. február 17.) olasz diplomata, katonatiszt, 1939 és 1943 között az Olasz Királyság által megszállt Albánia királyi helytartója.

## Életútja
Reggio Calabriában született, apja, Enrico Jacomoni (1850–1925) az olasz külügyminisztériummal jó kapcsolatokat ápoló bankár volt. A fiatal Jacomoni a római La Sapienza Egyetem jogi karára iratkozott be. Részt vett az első világháború fegyveres küzdelmeiben, de ezzel párhuzamosan 1916-ban jogi tanulmányait is befejezte.

### Diplomáciai karrierje
1919-ben a világháborút lezáró párizsi béketárgyalásokon a szövetségesek katonai bizottságának képviselőjeként volt jelen, majd 1920-tól az Olasz Királyság külügyminisztériumának állandó alkalmazásában állt. 1922-ig több nemzetközi tárgyaláson képviselte hazáját. 1923-ban a bukaresti olasz nagykövetség attaséjává nevezték ki, ezzel egy időben Olaszország küldötteként vett részt az 1925-ös locarnói egyezményt előkészítő tárgyalásokon. 1926 áprilisa és 1927 áprilisa között az albániai durrësi olasz konzulátus munkatársa volt, ebben az időszakban fontos szerepet játszott az olasz–albán közeledés és az 1926. november 27-én aláírt első tiranai paktum diplomáciai előkészítésében.
1929-ben az olasz külügyminisztériumi kabinet tagja lett, 1930-ban pedig külügyminiszter-helyettessé, majd meghatalmazott miniszterré nevezték ki. 1936. október 10-én Galeazzo Ciano külügyminiszter megtette Jacomonit tiranai olasz követnek, aki 1938-tól aktívan közreműködött a balkáni ország 1939. áprilisi olasz megszállásának előkészítésében (I. Zogu politikai ellenfeleinek pénzelése, elégedetlenség szítása, olasz gazdasági-kulturális dominancia elősegítése stb.). Cianóval I. Zogu meggyilkolásáról is szőttek terveket, amelyek szerint a sikeres merénylet az annexió közvetlen kiváltó okaként szolgált volna.

### Albánia királyi helytartója
Albánia annexióját követően és az abban vállalt szerepe elismeréseként 1939. április 17-én Jacomoni nagyköveti rangban Albánia királyi helytartója (luogotenente del re), III. Viktor Emánuel alkirálya lett. Kinevezését az olasz uralkodó április 22-én szentesítette. Elviekben Jacomoni hivatala III. Viktor Emánuel albániai hatalmának megtestesítője és végrehajtója volt, a gyakorlatban azonban a királyi helytartó a római fasiszta kormány, és különösen Ciano külügyminiszter utasításait hajtotta végre. Az albán nemzetgyűlést feloszlatták, Jacomoni – a fasiszta bábparlament és a kollaboráns kormányok megkerülésével – rendeletek útján kormányozta Albánia életét olyan sarkalatos kérdésekben is, mint az olasz–albán pénzügyi és vámunió, az önálló albán hadsereg és csendőrség megszüntetése (1939), a fasiszta albán milícia felállítása (1940), de fő feladata Görögország lerohanásának előkészítése, çamëriai diverzáns cselekmények szervezése volt.
Cianóhoz és Mussolinihoz eljuttatott beszámolóiban optimista színben tüntette fel az albán politikai helyzetet és a görögök ellen tervezett hadviselés esélyeit, ezért a végül 1940. október 28-án kitört olasz–görög háború katonai kudarcaiért Mussolini és Ciano részben őt tették felelőssé. Az elkövetkező években Jacomoni számos nehézségbe ütközött katonai és belpolitikai téren egyaránt, amin egyre elnyomóbb és brutálisabb politikával igyekezett felülkerekedni. 1941 novemberében bevezette az általános hadkötelezettséget a 18 és 55 év közötti albán férfiak körében, majd közös parancsnokság alatt vonta össze az ország valamennyi fegyveres és rendvédelmi szervét, a carabinieriket, a csendőrséget, a gazdasági rendőrséget, a fasiszta milíciát és a különféle önkéntes csapatokat. 1942 áprilisában statáriumot vezetett be. A milícia tagjai vagy a feketeingesek bárkit lelőhettek, aki parancsukra nem állt meg és nem igazolta magát, megtiltották a zárt szekrényű járművek használatát, este nyolc és reggel hat között kijárási tilalom volt érvényben, és bevezették a gyülekezési tilalmat. Egyik 1942. májusi rendeletével a nacionalista mozgalmakban vagy kormányellenes tüntetéseken részt vevő kis- és fiatal korúak szüleit vád alá helyezéssel fenyegette, amennyiben gyermeküket nem jelentik fel a rendőrségen, augusztusban hozott rendelete háromtól tíz évig tartó börtönbüntetéssel sújtotta az olaszellenes politikai gondolatok terjesztőit, az olasz megszállókat kigúnyoló polgárokat, halálbüntetéssel pedig a bejelentetlen fegyvert viselőket.
Mindeközben Mussolini és Ciano irányában tanúsított indokolatlan optimizmusa az albániai helyzet kapcsán nem lankadt. Végül azonban nyilvánvalóvá vált, hogy elnyomó intézkedéseivel maga ellen fordította az olasz megszállást egyébként támogató albán politikusokat, köztük Shefqet Vërlacit, végső soron pedig politikájával ártott az olasz érdekeknek is. Ciano külügyminiszter úgy vélte, Jacomoni keménykezűsége hatástalan, a válsághelyzetek tényleges megoldására alkalmatlan. Jacomoni végül 1943. március 16-án kényszerűen benyújtotta lemondását. Utódjául március 18-án Alberto Parianit jelölték ki.
Jacomoni és felesége 1941-ben rendezték be rezidenciájukat I. Zogu 1937–1939 között felépült új királyi palotájában, amelyben azonban a királyi pár soha nem lakott, ez napjainkban a köztársasági elnök rezidenciája.

### A világháború után
Hazatérése után, röviddel Olaszország kapitulációja előtt, 1943. augusztus végén Piemontban letartóztatták. A második világháború lezárultával, 1945. január 22-én a római legfelsőbb bíróságon háborús bűnök vádjával megkezdődött Jacomoni és tizennégy vádlott-társa – miniszterek, tábornokok, hírszerzőtisztek és diplomaták – pere. A bírák az első napon tárgyalták meg, hogy egykori alkirályi funkciójára és arra tekintettel, hogy az uralkodót testesíti meg, felségsértés lenne-e Jacomoni ellen lefolytatni az eljárást, ezeket a kifogásokat azonban végül elvetették, és pere megkezdődhetett. Jacomoni a saját védelmében megtartott négyórás beszédében minden felelősséget Mussolinire és Cianóra hárított, és azt állította, hogy sem az I. Zogu albán király félreállítására, sem Albánia és Görögország lerohanására vonatkozó tervekről nem volt előzetes tudomása, és azokkal egyet sem értett. Az ellene szóló és vallomását cáfoló írásos bizonyítékok és tanúvallomások tükrében 1945. március 12-én a legfelsőbb bíróság Francesco Jacomonit albániai helytartósága alatt elkövetett háborús bűnökért huszonnégy évi börtönbüntetésre ítélte. Ezt később öt évre mérsékelték, és Jacomoni egy általános amnesztia keretében már 1946. június 29-én kiszabadulhatott börtönéből.
Élete utolsó szakaszában La politica dell’Italia in Albania nelle testimonianze del luogotenente del re, Francesco Jacomoni di San Savino (’Olaszország Albánia-politikája a király helytartója, Francesco Jacomoni di San Savino tanúsága alapján’) címen megírta, majd 1965-ben Bolognában kiadta visszaemlékezéseit. Érdekesség, hogy az 1929-ben megjelent Enciclopedia Treccani című lexikonban ő írta Albánia szócikkét.